# 塔爾努夫的棟布羅瓦

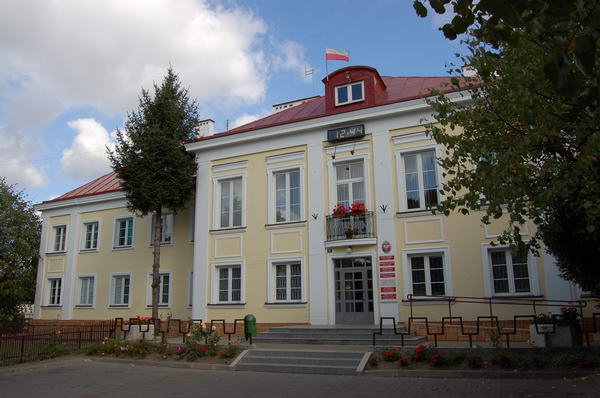

塔爾努夫的棟布羅瓦是波蘭的城鎮，位於該國東南部，距離塔爾努夫約16公里，由小波蘭省負責管轄，始建於十六世紀，面積23.07平方公里，海拔高度120米，2007年人口11,720。

## 外部連結
- Official town webpage
- Jewish Community in Dąbrowa Tarnowska （页面存档备份，存于） on Virtual Shtetl
- Map, via mapa.szukacz.pl （页面存档备份，存于）

50°10′N 20°59′E / 50.167°N 20.983°E